# Ałtyszewo (osiedle)
Ałtyszewo (ros. Алтышево) – osiedle w Rosji, w Czuwaszji, w rejonie ałatyrskim. W 2010 liczyło 1100 mieszkańców.